# Parafia Ikony Matki Bożej „Wszystkich Strapionych Radość” w Filadelfii
Parafia Ikony Matki Bożej „Wszystkich Strapionych Radość” – prawosławna parafia w Filadelfii, w eparchii wschodnioamerykańskiej i nowojorskiej Rosyjskiego Kościoła Prawosławnego poza granicami Rosji.
Parafia została założona przez rosyjskich displaced persons skupionych wokół ks. Jewgienija Łyzłowa w 1951. Od października 1957 jej świątynią jest dawny kościół protestancki, przebudowany w duchu tradycji prawosławnej, z urządzonym od podstaw wnętrzem.
Parafia posługuje się kalendarzem juliańskim oraz językami cerkiewnosłowiańskim i angielskim.